# Franois
Franois är en kommun i departementet Doubs i regionen Bourgogne-Franche-Comté i östra Frankrike. Kommunen ligger i kantonen Audeux som tillhör arrondissementet Besançon. År 2022 hade Franois 2 250 invånare.

## Befolkningsutveckling
Antalet invånare i kommunen Franois
Referens:INSEE